# Johannes Avetaranian

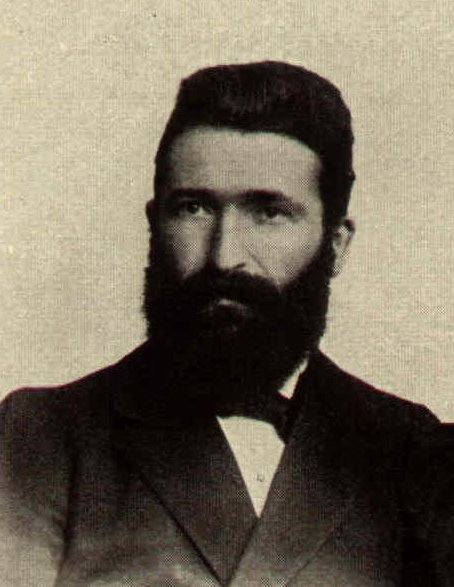
Johannes Avetaranian

Johannes Avetaranian bzw. Johannes Awetaranian (* 30. Juni 1861 in Erzurum als Muhammad Shukri oder Mehmed Schukri, türkisch: Mehmet Şükri; † 11. Dezember 1919 in Wiesbaden) war ein evangelischer Missionar.
Geboren als Sohn einer muslimischen Familie (sein Vater war ein Derwisch), wurde Muhammad Shukri zunächst Mullah, konvertierte aber aufgrund der Lektüre des Neuen Testaments vom Islam zum Christentum und ließ sich am 28. Februar 1885 in Tiflis taufen, wobei er den armenischen Namen Johannes Avetaranian („Sohn des Evangeliums“) annahm. Er trat in den Dienst der Missionsarbeit des Schwedischen Missionsbundes, wurde an der Missionsschule in Kristinehamn ausgebildet und kam, nach einem kürzeren Einsatz in Tiflis und Umgebung, 1892 nach Kaschgar (Xinjiang, damals Ostturkestan), wo er bis 1897 als Missionar arbeitete und das Neue Testament ins Uigurische übersetzte. Ab 1899 war er für die Deutsche Orient-Mission (DOM) von Johannes Lepsius tätig und begleitete jenen auf einer neunmonatigen Orientreise, um anschließend als Missionar in Bulgarien, später auch in Persien zu wirken. 1909 floh er nach Deutschland und sollte an einem geplanten „Mohammedanischen Seminar“ der DOM in Groß-Lichterfelde eingesetzt werden, kehrte aber nach Spannungen mit dem Vorstand der DOM 1910 nach Plovdiv zurück. Als Lepsius 1918 aus der DOM austrat, schloss Avetaranian sich ihm an, konnte aber wegen seines angespannten Gesundheitszustands keine Arbeit mehr übernehmen und starb während eines Kuraufenthalts.
Er war seit 1900 mit der deutschen Adeligen Helene von Osteroth verheiratet, die ihm aufs Missionsfeld folgte.

Johannes Lepsius und Johannes Awetaranian

## Schriften (Auswahl)
- Von Bulgarien nach Persien. Deutsche Orient-Mission, Berlin 1902.
- Die Geschichte des Märtyrers Mirsa Ibrahim sowie einige Berichte aus dem Leben christgläubiger Muhammedaner. Deutsche Orient-Mission, Berlin 1903.
- Geschichte eines Mohammedaners der Christ wurde. Deutsche Orient-Mission, Großlichterfelde-West 1905.
  - Geschichte eines Mohammedaners der Christ wurde. Nach seinem Tode erg. von Richard Schäfer. Missionshandlung und Verlag, Potsdam 1930 E-Book (Memento vom 24. März 2008 im Internet Archive)
- Die muhammedanische Presse und die Propaganda des Islam der Gegenwart. Deutsche Orient-Mission, Potsdam 1910.
- Die Geschichte eines Mohammedaners der Christ wurde von Johannes Awetaranian, Brosamen Verlag Albstadt 2014 bearbeitete Reproduktion